# Kyōto
Kyōto (京都府 (Kinh Đô phủ) Kyōto-fu) là một tỉnh ở vùng Kinki trên đảo Honshu, Nhật Bản. Kyoto cùng Osaka là hai tỉnh duy nhất mang tên hành chính là phủ. Trung tâm hành chính là thành phố Kyoto.

## Địa lý

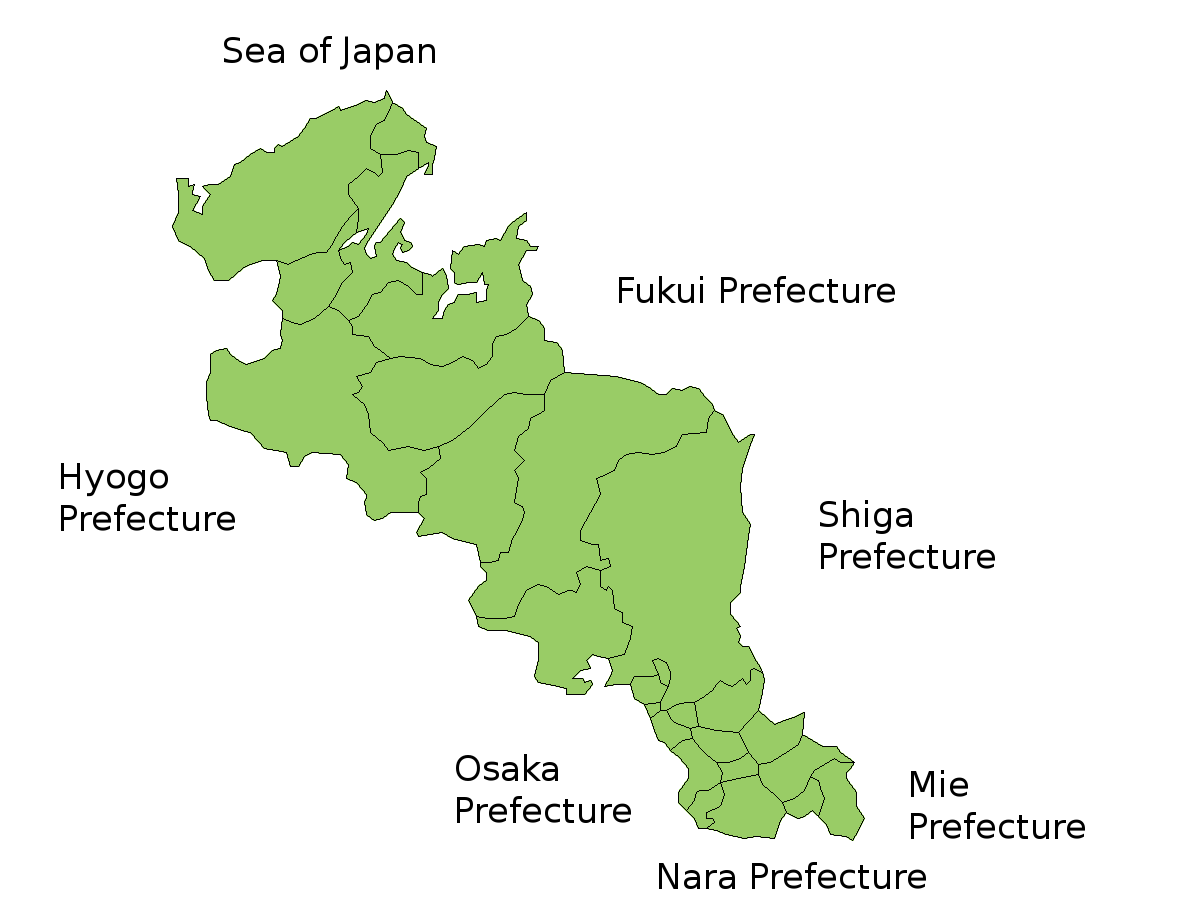
Bản đồ của phủ Kyoto

Phủ Kyoto nằm gần như tại trung tâm của đảo Honshū và của Nhật Bản. Diện tích 4612,71 km², chiếm 1,2% diện tích Nhật Bản. Phủ Kyoto lớn thứ 31 trong tổng số 47 đô đạo phủ huyện của Nhật Bản. Phía Bắc, phủ Kyoto nhìn ra biển Nhật Bản và giáp tỉnh Fukui. Về phía Nam, tỉnh Kyoto giáp phủ Osaka và tỉnh Nara. Về phía Đông, phủ Kyoto giáp các tỉnh Mie và Shiga. Về phía Tây giáp tỉnh Hyogo. Kyoto được chia cắt ở giữa bởi dãy núi Tanba, khiến cho khí hậu của Kyoto có sự khác biệt giữa phía Nam và phía Bắc.

## Lịch sử
Phủ Kyoto được thành lập vào năm 1871 trên cơ sở sáp nhập khu vực cố đô Kyoto với một số địa phương xung quanh. Quá trình mở rộng bằng cách sáp nhập diễn ra liên tục tới năm 1876 đã cho phép phủ Kyoto mở rộng ra như hiện nay.

## Hành chính

### Các thành phố
Phủ Kyoto có 14 thành phố:
| - Ayabe - Fukuchiyama - Joyo - Kameoka - Kyotanabe - Kyotango - Kyoto (trung tâm hành chính) | - Maizuru - Miyazu - Muko - Nagaokakyo - Nantan - Uji - Yawata |

### Thị trấn và làng
Ở phủ Kyto có 14 thị trấn và làng. Tuy nhiên, thời gian tới, một số sẽ được sáp nhập, nên số lượng sẽ giảm đi.
| - Funai Gun Kyōtamba - Kuse Gun Kumiyama - Otokuni Gun Ōyamazaki | - Sōraku Gun Kasagi Minamiyamashiro Seika Wazuka | - Tsuzuki Gun Ide Ujitawara - Yosa Gun Ine Yosano |

## Kinh tế
Khu vực thành phố Kyoto phụ thuộc nhiều vào ngành du lịch. Còn khu vực phía Bắc (bán đảo Tango) có nghề thủy sản hải sản phát triển. Phần giữa phủ Kyoto phát triển nông nghiệp và lâm nghiệp.

## Văn hóa

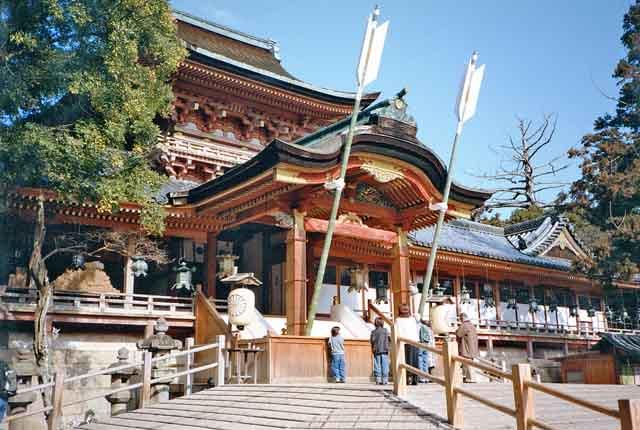
Iwashimizu Hachimangu, một ngôi đền Shinto ở Yawata

Phủ Kyoto bao gồm thành phố Kyoto - cố đô Kyoto và vùng phụ cận là một trung tâm văn hóa lớn của Nhật Bản.

## Giáo dục
- Đại học Kyoto

## Thể thao
Ở phủ Kyoto có hai câu lạc bộ bóng đá.
- CLB Kyoto Sanga F.C. (ở thành phố Kyoto)
- CLB Ococias Kyoto AC (ở thành phố Kyoto)
- CLB AS.Laranja Kyoto (ở thành phố Kyoto)
- CLB Kyoto Shiko Soccer Club (ở thành phố Kyoto)

## Du lịch
Thành phố Kyoto là một trong những điểm thu hút khách du lịch lớn nhất Nhật Bản.
Ở đây có nhiều lễ hội, trong đó có lịch sử lâu đời nhất là Aoi Matsuri từ năm 544, Gion Matsuri từ năm 869, Ine Matsuri từ thời kỳ Edo, Daimonji Gozan Okuribi từ năm 1662, và Jidai Matsuri từ năm 1895. Mỗi đền, chùa ở đây đều có những lễ, hội riêng, phần nhiều đều hoan nghênh du khách tới tham quan.

## Các địa phương kết nghĩa
- Tỉnh Thiểm Tây, Trung Quốc
- Đặc khu Yogyakarta, Indonesia
- Bang Oklahoma, Hoa Kỳ
- Leningrad Oblast, Nga
- Edinburgh, Scotland
- Bang Massachusetts, Hoa Kỳ